# 1420 en musique classique
| \| • Retour à la chronologie générale de la musique classique • \| |
| Grèce • Rome • Haut Moyen Âge • VIIIe siècle • IXe siècle • Xe siècle • XIe siècle XIIe siècle • XIIIe siècle • XIVe siècle • XVe siècle • XVIe siècle • XVIIe siècle XVIIIe siècle • XIXe siècle • XXe siècle • XXIe siècle |
| • Retour à la chronologie générale de la musique classique • |

| Années en musique classique : 1417 - 1418 - 1419 - 1420 - 1421 - 1422 - 1423    |
| Décennies en musique classique : 1390 - 1400 - 1410 - 1420 - 1430 - 1440 - 1450 |

## Événements
- Composition du motet Vasilissa ergo gaude de Guillaume Dufay

Vers 1420 :
- Compilation du Codex Faenza
- fl. 1420 : Arnold de Lantins, compositeur franco-flamand de l'école bourguignonne († avant le 2 juillet 1432).
- fl. 1420-1430 : Hugo de Lantins compositeur franco-flamand de l'école bourguignonne.

## Naissances
Vers 1420 :
- Simon le Breton, compositeur franco-flamand de l'école bourguignonne (° 12 novembre 1473).
- Johannes Ockeghem, compositeur franco-flamand († 1497).